# Mytilus californianus
Mytilus californianus, o mexilhão californiano, é um bivalve marinho (mexilhão) comestível  da família Mytilidae.

## Descrição
É uma espécie comum e em algumas áreas dominante. Ocorre na costa ocidental da América do Norte.

## Comportamento social e reprodução
O Mytilus californianus requer um espaço auxiliar (algas e craca, por exemplo) para a postura larval, porém é capaz de crescer além de todas as outras espécies sésseis e potencialmente um competidor dominante do espaço dessas comunidades.